# Alamara Nhassé
Alamara Ntchia Nhassé (* 2. Juni 1957) war von 2001 bis 2002 Premierminister von Guinea-Bissau.

## Politische Laufbahn
Nhassé ist Landwirtschaftsexperte und wurde in Kuba und der Sowjetunion ausgebildet.
Er gehört zur Partei Partido para a Renovação Social (PRS) des Präsidenten Kumba Ialá, der von 2000 bis 2003 amtierte. Zunächst war Nhassé Landwirtschaftsminister. In der Regierung von Faustino Imbali übernahm er nach der Entlassung von Artur Sanhá am 29. August 2001 das Amt des Innenministers. Nach der Entlassung Imbalis durch den Präsidenten übernahm er am 9. Dezember 2001 das Amt des Premierministers. Am 15. Januar 2002 wählte ihn ein Parteitag der PRS mit 339 von 567 Stimmen zum Präsidenten der Partei. Eine neue Regierungskrise beendete seine Amtszeit und führte zur Auflösung des Parlamentes. Am 17. November 2002 wurde Mário Pires, ebenfalls PRS, vom Präsidenten zum neuen Regierungschef ernannt. Am 25. November 2002 trat Nhassé als Parteivorsitzender zurück.
Im Juni 2005 unterstützte er die Kandidatur João Bernardo Vieiras bei den Präsidentschaftswahlen. Nach dessen Wahlsieg forderte Nhassé im September 2005 den Rücktritt der Regierung von Carlos Gomes Júnior, der einige Wochen später durch den Weggang von 14 der 45 Abgeordneten seiner Partei PAIGC seine parlamentarische Basis verlor. Seit der Ernennung von Aristides Gomes zum Premierminister durch den Präsidenten Vieira Anfang November 2005 ist die PRS mit fünf Ministern in der Regierung vertreten.